# Sderot
Sderot (hebreiska: שׂדרות, "boulevarder", arabiska: سديروت) är en stad i västra Negevöknen, i Israel. Staden hade en befolkning om 20.000 i slutet av 2006.  

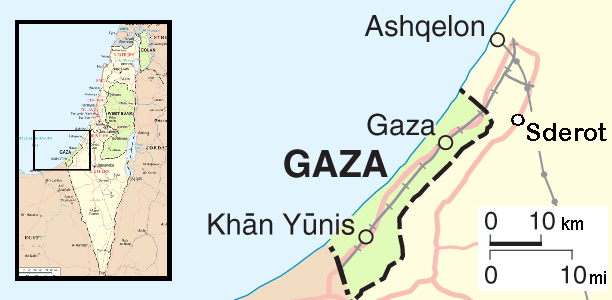
Karta som visar Sderots läge.

Staden har blivit känd för att den utsatts för raketattacker från Gazaremsan.

## Historia
Sderot grundades 1951 som ett transitläger kallat Gabim Dorot för israeliska immigranter, främst från Norra Irak och Iran, det rörde sig om ca 80 familjer. Det låg på land tillhörandes byn Najd i det Brittiska mandatet Palestina. Byn avfolkades 1948 under det arabisk-israeliska kriget och blev en del av bosättning för att stoppa Infiltrationen från Gaza. Permanenta bostäder stod färdiga 1954 tre år efter etablerandet av transitlägret. Staden döptes om till Sderot efter eukalyptus boulevarden som  planterades igenom staden, vars planteringar utgjorde arbetsmöjligheter för befolkningen.
Från mitten av 1950-talet kom fler judar till staden, främst från Marocko.. Rumänska och Assyrisk talande judar började också flytta till Sderot. 1956 blev Sderot erkänd som kommun. I folkräkningen 1961 var 87 procent flyktingar från Nordafrika, främst från Marocko. 11 procent var från Norra Irak.

### Raketattacker
Staden har blivit känd för att den utsätts för Qassam-raketattacker från Gazaremsan. Sderot ligger en kilometer från staden Beit Hanun i Gaza. De palestinska raketattackerna har sedan år 2000 dödat 13 personer, skadat 100-tals, orsakat skador för miljoner dollar, ödelagt vardagslivet och förstört Sderots ekonomi. Över 1 000 projektiler har exploderat i staden bara under augusti 2007.
 Ofta sker angreppen under morgnar och eftermiddagar, när barn är på väg till/från skolan och vuxna på väg till/från jobbet. Det har hänt att raketer slagit ned i skolor, men hittills har inga barn dödats i sådana händelser.

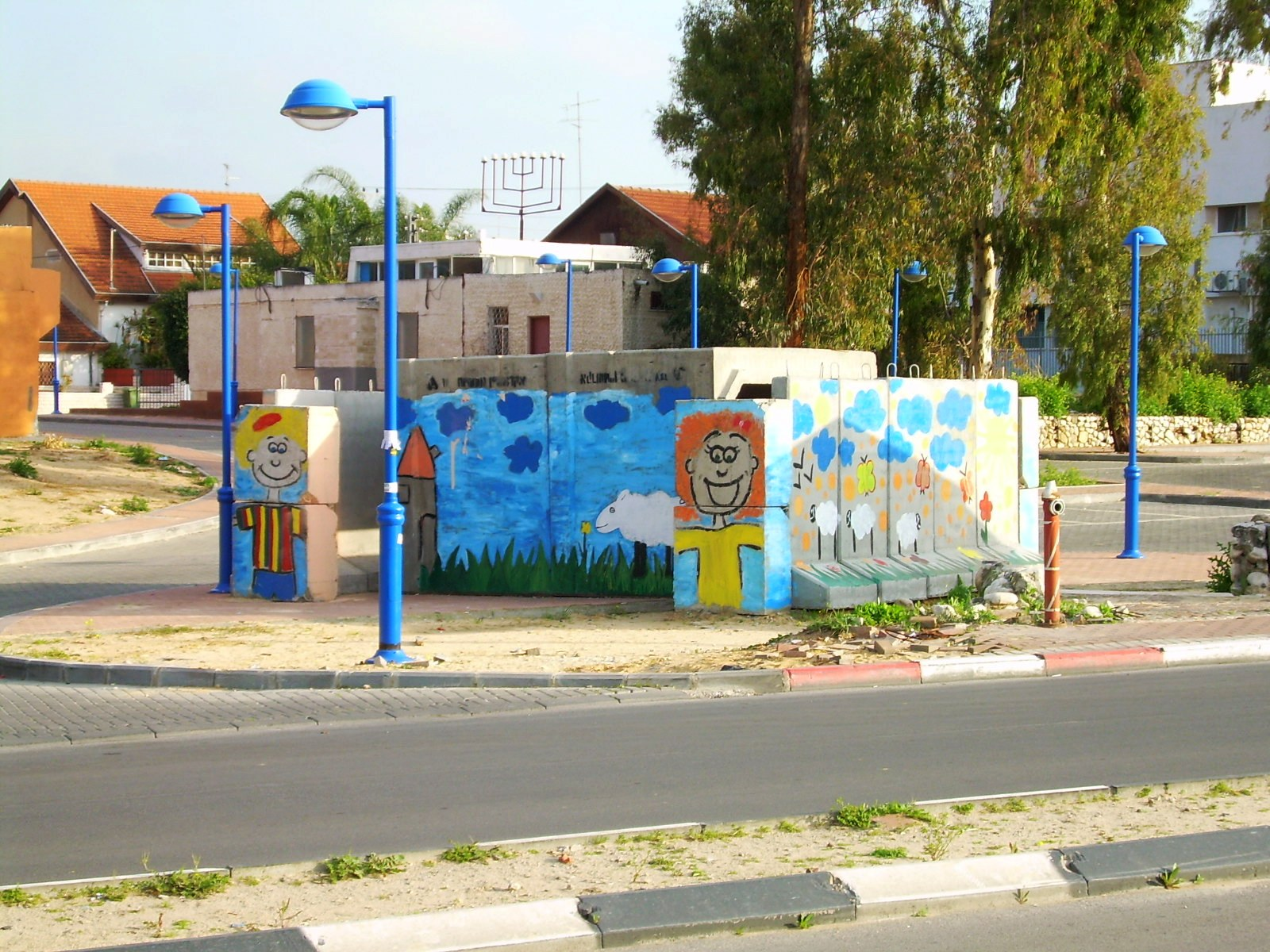
Skyddsrum i Sderot, där lekande barn kan söka skydd.

Sedan början av den andra intifadan i september 2000 har staden varit under konstant attack. Trots att de palestinska hemmagjorda raketerna har dålig träffsäkerhet har de orsakat död och personskador, liksom betydande skador på hem och egendom, psykologisk stress och emigration från staden. Sderot har installerat ett alarmsystem, "Kod röd" (צבע אדום), som dock har ifrågasatts. När systemet fungerar ger det Sderots invånare cirka 15 sekunder att ta skydd.
I mars 2008 sade Sderots borgmästare att befolkningen minskat med 10-15% eftersom många familjer (främst från den övre medelklassen) lämnat staden i desperation. Hjälporganisationer hävdar att det snarare handlar om 25%. Många av de familjer som bor kvar har inte råd att flytta då de inte får sålt sina hus.
Mellan september 2000 och den 23 november 2007 föll totalt 6311 raketer över staden. 

Den 12 december 2007, efter att fler än 20 raketer landat i Sderot under en enda dag, inklusive en direkt träff på en av huvudgatorna, meddelade Sderots borgmästare Eli Moyal att han avgår, på grund av regeringens misslyckande att stoppa raketerna. Moyal övertalades dock att dra tillbaka sitt beslut. Med början under perioden 2011-12 fick staden beskydd ifrån Gazaremsans raketsalvor av luftvärnssystemet Iron Dome.

## Demografi
Enligt Israels statistiska centralbyrå CBS bodde år 2001 9 500 män och 9 700 kvinnor i Sderot. Ca 36,5 procent var 19 eller yngre, 16,2 procent mellan 20 och 29, 19,6 procent mellan 30 och 44, 14,3 procent mellan 45 och 59, 3,8 procent mellan 60 och 64 och 9,5 procent 65 och äldre. Befolkningstillväxten år 2004 var 0,7 procent.
Ett antal palestinier från Gazaremsan tilläts flytta till Sderot i början av år 1997 efter att de hade samarbetat med Shin Bet

## Kultur
Enligt CBS finns i Sderot 14 skolor och 3 578 elever. Högskolan Sapir Academic College och Hesder Yeshiva of Sderot ligger i Sderot.
I staden grundades rockbandet Teapacks år 1988.

## Kända invånare
- Amir Peretz, tidigare försvarsminister samt LO-chef
- Kobi Oz, sångare i Teapacks
- Miri Bohadana, modell